# Kuni-kyō

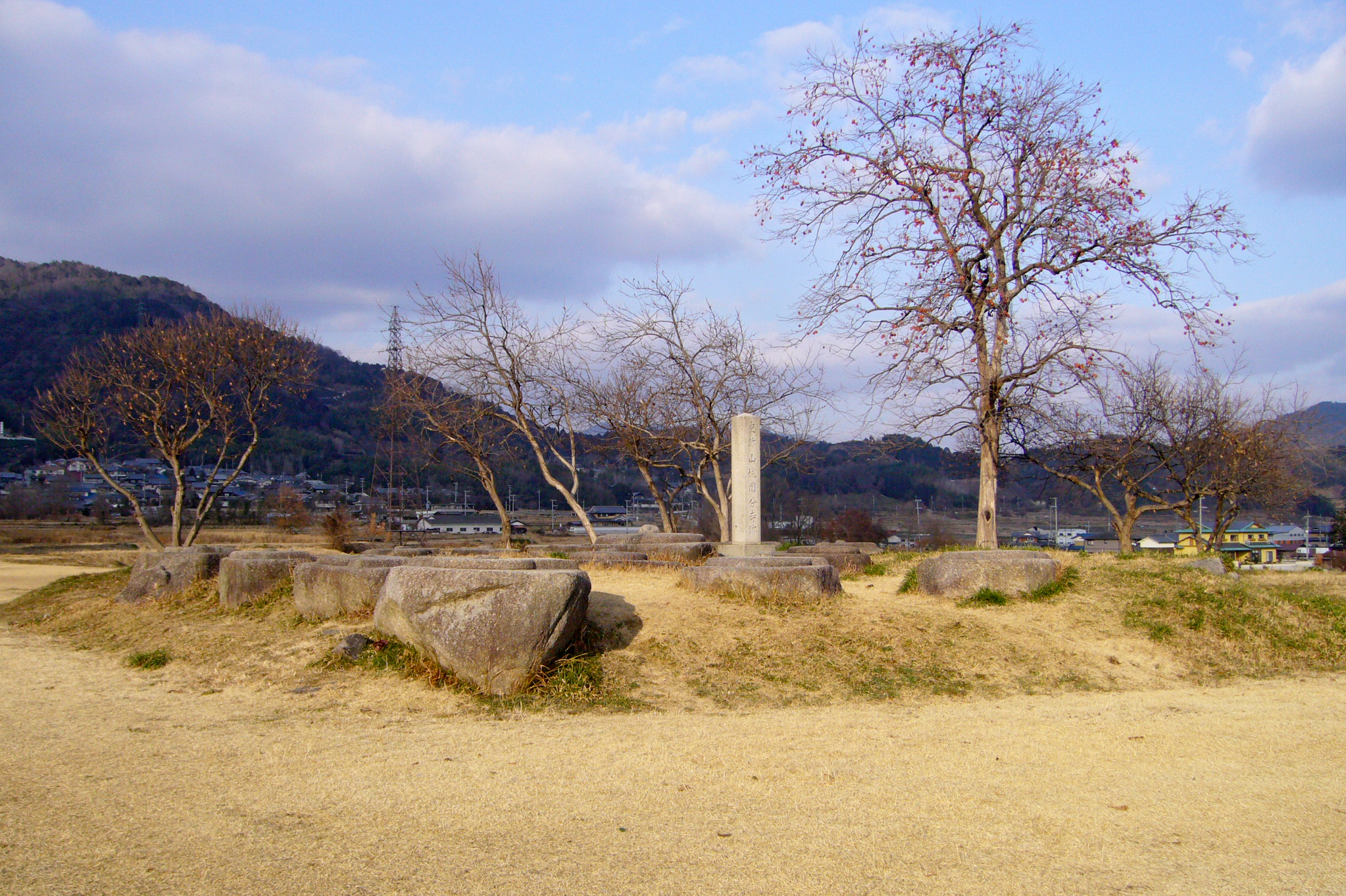
Ruines de Kuni-kyō.

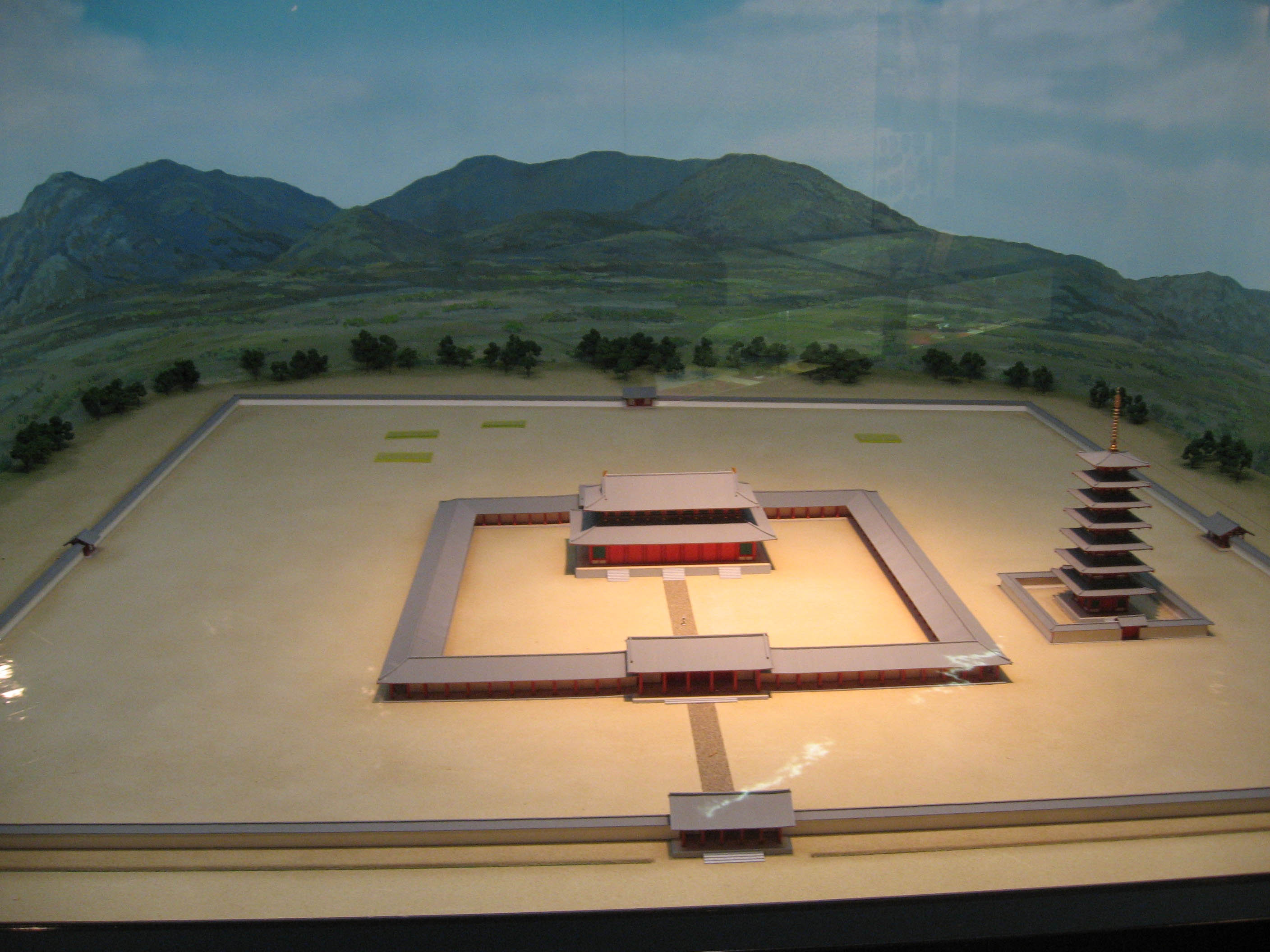
Modèle du temple provincial de Yamashiro avec la salle principale (kondō) au centre (ancienne salle d'audience de Kuni-kyō) et la pagode de six étages à côté.

Kuni-kyō (恭仁京, ou Kuni no miyako), est la ville capitale du Japon entre 740 et 744, au cours de l'époque de Nara, avec le palais (恭仁宮 Kuni-kyū ou Kuni no miya) construit dans l'actuelle ville de Kizugawa sur ordre de l'empereur Shōmu. La ville de Kuni-kyō n'a pas été achevée, étant donné que la capitale a de nouveau été déménagée vers Naniwa-kyō (Osaka), seulement quatre ans plus tard. Les fouilles en 2006 ont mis en évidence les principaux bâtiments, disposés suivant le modèle chinois, comme le daigokuden (大極殿) et le dairi (内裏). La zone du palais est estimée à 560 m de large d'est en ouest et à 750m m de long, du nord au sud.

## Histoire
Le 6 janvier 741 (date traditionnelle : ère Tenpyō 12/12/15), l'empereur Shōmu appelle sur le lit de l'Izumi-kawa (de nos jours la rivière Kizu) à Kuni dans Sōraku no kōri dans la province de Yamashiro (de nos jours Kizugawa dans la préfecture de Kyōto) à la construction d'une nouvelle capitale avec le palais de Kuni (恭仁宮, Kuni-kyū ou Kuni no miya). La nouvelle année est célébrée dans la résidence temporaire apparemment déjà achevée de l'empereur (内裏, le dairi). En conséquence, après trente ans, Heijō-kyō perd son statut de capitale. Le 9e mois, les districts à gauche et à droite de la ville sont établis ; un mois plus tard avec l'aide de Gyōki est achevé le grand pont sur l'Izumi-kawa et au 11e mois l'appellation officielle Yamato Kuni no Ōmiya (大養徳恭仁大宮, « grand sanctuaire/palais de Yamato-Kuni) » est accordée.
Une des raisons de la délocalisation pourrait être l'importante perte de pouvoir de la noble famille Fujiwara qui commence par la mort des quatre frères Fujiwara en 737, et l'ascension conséquente de Tachibana no Moroe (nommé dainagon en 737 et udaijin en 738). À la même époque (740), la rébellion de Fujiwara no Hirotsugu membre du dazaifu est écrasée par l'empereur qui finalement s'installe à Kuni-kyō dans la partie sud de la province de Yamashiro, un bastion du prince Tachibana no Moroe].
Du palais Heijō sont démantelés des bâtiments à fonction politique comme la salle d'audience (大極殿, daigokuden) ou le Chōdō-in (長堂院) pour les cérémonies officielles et reconstruits dans le palais de Koni.
En 742 (Tenpyō 14), l'empereur ordonne la construction du daibutsu du sanctuaire Shigaraki. il est absent de Kuni-kyō entre le 30 septembre et le 6 octobre (8/27 – 9/4) et même du 29 au 31 janvier 743 (c'est-à-dire pendant le Nouvel An (12/29-Tenpyō 15/1/2) et se trouve à Shigaraki. Les priorités de Shōmu semblent s'y trouver et il y est donc le 15 janvier 744 (Tenpyo 15/12/26) pour l'achèvement de la salle d'audience de la construction des autres bâtiments du palais en faveur du sanctuaire de Shigaraki,. Shigaraki se trouve aussi dans la province d'Ōmi, contrôlée par les Fujiwara, lesquels ont retrouvé du pouvoir avec la nomination en 743 de Fujiwara no Nakamaro au poste de sangi (conseiller).
Le 18 février (Tenpyō 16/année bissextile 1/1), Shōmu laisse ses conseillers décider si Kuni-kyō doit rester la capitale ou être abandonnée au profit de Naniwa. Le résultat est presque à égalité. Dix jours plus tard a lieu une visite impériale à Naniwa, visite qu'accompagne peut-être le prince héritier Asaka (安積親王, Asaka-shinnō). En route, il contracte le béribéri et retourne à Kuni-kyō où il meurt deux jours plus tard. Comme il était le seul fils survivant de Shōmu, la princesse Abe devient l'héritière incontestée au trône et doit lui succéder sous le nom d'impératrice Kōken. Cela peut aussi être considéré comme un revers pour Tachibana no Moroe car le prince Asaka était son favori et la mère de la princesse Abe, l'épouse de l'empereur Kōmyō, était une Fujiwara. Le 7 avril (2/20) du mois suivant, le trône est transporté à Naniwa. Enfin, c'est juste au Nouvel An de l'ère Tenpyō 17/1/1, c'est-à-dire le 6 février 745, que la capitale est officiellement transférée à Shigaraki et Kuni-kyō abandonné,.

### Temple provincial de Yamashiro
Le décret établissant la création du temple de la province a été adopté à l'époque de Kuni-kyō mais on ne sait pas quand a commencé la construction du temple provincial de la province de Yamashiro. Après que Kuni-kyō a été abandonnée, peu de temps après 746 (Tenpyō 18), l'enceinte du palais a été utilisée comme temple provincial de Yamashiro et un autre temple précédemment utilisé a été abandonné. Aussi l'ancienne salle d'audience du palais a été transformé en salle principale (kondō) du nouveau temple provincial. Peu de temps après ont été construits la pagode de six étages, le sanctuaire de la divinité tutélaire de l'enceinte du temple (境内鎭守社, keidai chinjū yashiro) et le sanctuaire Goryū (御霊神社, Goryū-jinja).
D'ouest en est et du nord au sud, la salle principale est longue de 275 × 330 m et l'enceinte entière du palais fait 560 × 750 m.

### Fouilles et sites historiques
Le 1er juillet 1957, l'emplacement est désigné « site historique des ruines du temple provincial de Yamashiro » (史跡 山城国分寺跡, Shiseki Yamashiro kokubunji ato).
L'étude de l'enceinte du palais a commencé en 1973, les fouilles en 1974 pour durer jusqu'en 1996, réalisées sous la direction de la commission scolaire de la préfecture de Kyoto. En 1976, la salle principale/salle d'audience a été trouvée derrière l'école primaire de Kuni.
Le 6 février 2007, le nom du site a été changé en « site historique des ruines du palais de Kuni » (« ruines du temple provincial de Yamashiro ») (史跡 恭仁宮跡（山城国分寺跡）, Shiseki Kuni-kyūseki (Yamashiro kokubunji ato)).
Au cours des fouilles, les grosses pierres de fondation de la salle principale/salle d'audience et la pagode de six étages ont été mises au jour et constituent à présent la partie visible du site historique.

## Influence
Bien que Kuni-kyō n'a été capitale que peu de temps, elle a eu une grande influence sur l'histoire de la culture japonaise. C'est là que Shōmu a émis le 15 mars 741 le décret portant création du temple provincial (国分寺・国文尼寺建立の詔, Kokubunji Kokubunniji konryū no mikotonori) et le 5 novembre 743 le décret de création du bouddha Vairocana (盧舎那仏造顕の詔, Rushanabutsu zōken no mikotonori) du Tōdai-ji qui était le principal temple de tous les temples provinciaux.

## Source de la traduction
- (de)/(en) Cet article est partiellement ou en totalité issu des articles intitulés en allemand « Kuni-kyō » (voir la liste des auteurs) et en anglais « Kuni-kyō » (voir la liste des auteurs).